# Медицински колеж (Варна)
Медицинският колеж към Медицинския университет, Варна е създаден през 1942 година като Училище за милосърдни сестри.
През 1944 година е преименуван в Медицинско училище. През 1944 г. се разкрива отделно Училище за акушерки. През 1954 г. тези 2 училища се обединяват в Обединено медицинско училище.
През 1975 г. училището е преобразувано в Полувисш медицински институт „д-р Ненчо Николаев“, а през 1980 г. – в Институт за подготовка на здравни кадри със средно специално образование „Д-р Ненчо Николаев“ (ИПЗКССО).
От 1990 г. институтът е преименуван в Полувисш медицински институт, а от 1997 г. в Медицински колеж, влизайки в структурата на Медицинския университет във Варна.
През годините студенти се обучават в многобройни специалности, някои от които и до днес:
- медицинска сестра (1942 – 2006)
- акушерка (1945 – 2006)
- детска мед. сестра (1952 – 1998)
- помощник фармацевт (от 1961 г.)
- медицински лаборант (от 1963 г.)
- зъботехник (от 1974 г.)
- здравен инспектор (от 1983 г.)
- рентгенов лаборант (от 2001 г.)
- рехабилитатор (от 1998 г.)
- социални дейности (от 1999 г.)